# Corleone
Corleone is een gemeente in de Italiaanse provincie Palermo (regio Sicilië) en telt 11.355 inwoners (31-12-2004). De oppervlakte bedraagt 229,2 km², de bevolkingsdichtheid is 50 inwoners per km².
De volgende frazioni maken deel uit van de gemeente: Ficuzza.

## Demografie
Corleone telt ongeveer 4.132 huishoudens. Het aantal inwoners steeg in de periode 1991-2001 met 1,2% volgens getallen uit de tienjaarlijkse volkstellingen van ISTAT.
| Jaar | Inwoneraantal |
| ---- | ------------- |
| 1991 | 11.261        |
| 2001 | 11.393        |

## Geografie
De gemeente ligt op ongeveer 600 m boven zeeniveau.
Corleone grenst aan de volgende gemeenten: Bisacquino, Campofelice di Fitalia, Campofiorito, Chiusa Sclafani, Contessa Entellina, Godrano, Mezzojuso, Monreale, Palazzo Adriano, Prizzi, Roccamena.
Corleone ligt op de eeuwenoude route Magna Via Francigena.

## Beroemde Corleonesi
De heilige Bernardus van Corleone (1605-1667) werd in Corleone geboren.
De 18e-eeuwse graficus Giuseppe Vasi (1710-1782) werd in Corleone geboren.
De maffiabazen van de Corleonesi, Salvatore Riina, Bernardo Provenzano en Vito Cascio Ferro werden geboren in Corleone. Het stadje verwierf internationale bekendheid als plaats van herkomst van de maffiafamilie die centraal staat in het boek en de filmtrilogie The Godfather.

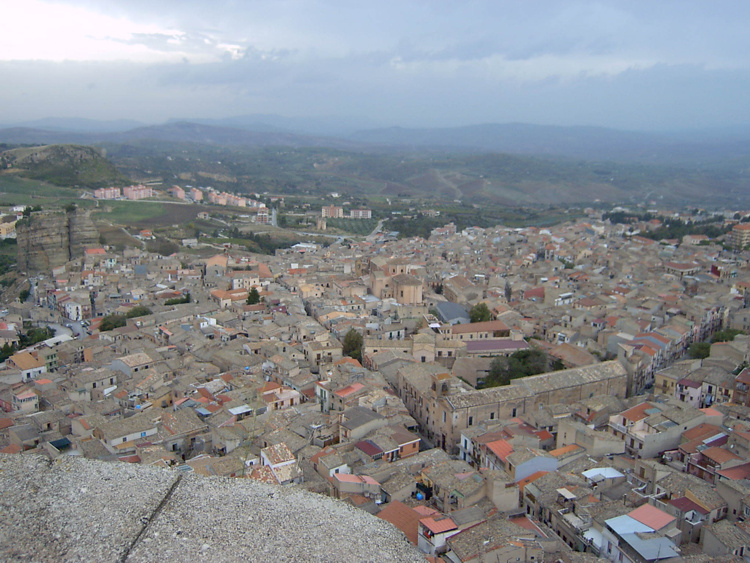
Corleone

Alia · Alimena · Aliminusa · Altavilla Milicia · Altofonte · Bagheria · Balestrate · Baucina · Belmonte Mezzagno · Bisacquino · Blufi · Bolognetta · Bompietro · Borgetto · Caccamo · Caltavuturo · Campofelice di Fitalia · Campofelice di Roccella · Campofiorito · Camporeale · Capaci · Carini · Castelbuono · Casteldaccia · Castellana Sicula · Castronovo di Sicilia · Cefalà Diana · Cefalù · Cerda · Chiusa Sclafani · Ciminna · Cinisi · Collesano · Contessa Entellina · Corleone · Ficarazzi · Gangi · Geraci Siculo · Giardinello · Giuliana · Godrano · Gratteri · Isnello · Isola delle Femmine · Lascari · Lercara Friddi · Marineo · Mezzojuso · Misilmeri · Monreale · Montelepre · Montemaggiore Belsito · Palazzo Adriano · Palermo · Partinico · Petralia Soprana · Petralia Sottana · Piana degli Albanesi · Polizzi Generosa · Pollina · Prizzi · Roccamena · Roccapalumba · San Cipirello · San Giuseppe Jato · San Mauro Castelverde · Santa Cristina Gela · Santa Flavia · Sciara · Scillato · Sclafani Bagni · Termini Imerese · Terrasini · Torretta · Trabia · Trappeto · Ustica · Valledolmo · Ventimiglia di Sicilia · Vicari · Villabate · Villafrati
1. ↑  https://demo.istat.it/?l=it.